# サラール語
サラール語（サラールご）あるいはサラ語（サラご、撒拉語；Salar language）は、中華人民共和国の青海省、甘粛省などで話されているテュルク諸語の言語。少数民族サラール族（人口約10万人）のうちの約7万人が話している。

## 概説
トルコ語やトルクメン語などとともにオグズ語群（南西語群）に含まれ、地理的にはるか隔たったトルコ語との間でも相互理解がある程度可能である。サラール族の先祖は14世紀に西のサマルカンド方面から移住してきたとされている。
サラール語は2つの方言に分かれ、それらは各々チベット語と中国語、ウイグル語とカザフ語の影響を受けている。文字表記は、アラビア文字を用いていたが、2008年7月からは中国政府の制定したラテン文字表記も並立して存在している。現在は上記の他言語を使う人も多い。

## 言語名別称
- サラ語
- 撒拉語
- サラル語
- Salar

## 方言
- Jiezi (slr-jie)
- Mengda (slr-men)